# Bilaspur (stad in Himachal Pradesh)
Bilaspur is een nagar panchayat (plaats) in het district Bilaspur van de Indiase staat Himachal Pradesh. 

## Demografie
Volgens de Indiase volkstelling van 2001 wonen er 13.058 mensen in Bilaspur, waarvan 53% mannelijk en 47% vrouwelijk is. De plaats heeft een alfabetiseringsgraad van 83%. 